# Ḧ
Ḧ, ḧ (H с умлаутом) — буква расширенной латиницы. Используется для записи языка курманджи в романизации ALA-LC.

## Использование
Используется в курдском алфавите языка курманджи для транслитерации буквы ح. Этот звук не встречается в курдских языках, но присутствует в заимствованных словах, поэтому буква встречается очень редко.